# 이승철 (1961년)
이승철(1961년 11월 7일 ~ )은 대한민국의 음향효과 전문가이자 녹음감독이다.

## 영화 작품

### 동시녹음
- 1991년 《젊은 날의 초상》
- 1991년 《천국의 계단》
- 1994년 《휘모리》
- 1995년 《영원한 제국》
- 1996년 《코르셋》
- 1996년 《박봉곤 가출 사건》
- 1997년 《접속》
- 1997년 《초록물고기》
- 1998년 《아름다운 시절》
- 1998년 《키스할까요?》
- 1998년 《정사》
- 1999년 《산전수전》
- 1999년 《박하사탕》
- 1999년 《내 마음의 풍금》
- 1999년 《질주》
- 2000년 《비밀》
- 2000년 《플란다스의 개》
- 2001년 《인디안 썸머》
- 2002년 《복수는 나의 것》
- 2005년 《친절한 금자씨》

### 사운드(음향)
- 1990년 《그들도 우리처럼》붐오퍼레이터
- 1990년 《꿈》붐오퍼레이터
- 1991년 《개벽》효과
- 1992년 《공룡 선생》촬영부
- 1994년 《한줌의 시간속에서》룸효과
- 1994년 《우연한 여행》효과
- 1995년 《엄마에게 애인이 생겼어요!》효과
- 1995년 《테러리스트》효과
- 1998년 《아름다운 시절》사운드 슈퍼바이저
- 2000년 《물고기자리》사운드 슈퍼바이저
- 2000년 《섬》사운드
- 2000년 《산책》사운드 슈퍼바이저
- 2000년 《파라다이스 빌라》사운드 슈퍼바이저
- 2001년 《수취인불명》사운드 슈퍼바이저
- 2001년 《휴머니스트》사운드 슈퍼바이저
- 2001년 《인디안 썸머》사운드 슈퍼바이저
- 2002년 《나쁜 남자》사운드 슈퍼바이저
- 2002년 《집으로》사운드 슈퍼바이저
- 2002년 《도둑맞곤 못살아》사운드 슈퍼바이저, 사운드 믹싱
- 2002년 《철없는 아내와 파란만장한 남편 그리고 태권소녀》
- 2002년 《괜찮아, 울지마》
- 2002년 《일단 뛰어》사운드 슈퍼바이저
- 2002년 《해안선》사운드 믹싱
- 2003년 《봄날의 곰을 좋아하세요?》사운드 슈퍼바이저, 음향
- 2003년 《스캔들-조선남녀상열지사》
- 2003년 《올드보이》사운드 슈퍼바이저
- 2003년 《여고괴담 세 번째이야기 - 여우계단》녹음
- 2003년 《동갑내기 과외하기》사운드 믹싱
- 2003년 《피로 물든 세계지도》사운드 슈퍼바이저
- 2003년 《맛있는 섹스 그리고 사랑》사운드 슈퍼바이저
- 2003년 《오! 브라더스》
- 2004년 《늑대의 유혹》사운드 슈퍼바이저
- 2004년 《여고생 시집가기》믹싱
- 2004년 《달마야, 서울 가자》사운드 슈퍼바이저
- 2004년 《맹부삼천지교》사운드 슈퍼바이저
- 2004년 《이공》
- 2005년 《가문의 위기》사운드 슈퍼바이저
- 2005년 《소년, 천국에 가다》믹싱
- 2005년 《마파도》사운드믹싱
- 2005년 《이대로, 죽을 순 없다》
- 2005년 《야수와 미녀》슈퍼바이저
- 2005년 《강력3반》
- 2006년 《여교수의 은밀한 매력》
- 2006년 《싸움의 기술》
- 2006년 《천하장사 마돈나》
- 2006년 《해변의 여인》
- 2006년 《다세포 소녀》
- 2006년 《가을로》
- 2006년 《잔혹한 출근》
- 2006년 《허브》사운드 슈퍼바이저
- 2006년 《마지막 밥상》
- 2006년 《맨발의 기봉이》사운드 슈퍼바이저
- 2006년 《그 해 여름》사운드디자인
- 2006년 《아버지와 마리와 나》사운드 슈퍼바이저
- 2006년 《미녀는 괴로워》
- 2007년 《두 얼굴의 여친》
- 2007년 《마을금고 연쇄습격사건》
- 2007년 《더 게임》사운드 슈퍼바이저
- 2007년 《슈퍼맨이었던 사나이》사운드 슈퍼바이저
- 2007년 《시선 1318》
- 2007년 《세븐 데이즈》
- 2007년 《쏜다》녹음/믹싱
- 2008년 《뜨거운 것이 좋아》
- 2008년 《라듸오 데이즈》사운드 슈퍼바이저
- 2008년 《마이 뉴 파트너》
- 2008년 《아기와 나》사운드 슈퍼바이저
- 2008년 《여름, 속삭임》사운드 슈퍼바이저
- 2008년 《고死: 피의 중간고사》사운드 슈퍼바이저
- 2009년 《폭풍전야》사운드 슈퍼바이저
- 2009년 《청담보살》사운드디자인
- 2009년 《카페 느와르》
- 2009년 《여배우들》사운드믹싱
- 2009년 《마린보이》
- 2009년 《김씨 표류기》
- 2009년 《보트》
- 2009년 《반두비》
- 2009년 《우리집에 왜왔니》사운드 슈퍼바이저
- 2009년 《국가대표》
- 2009년 《4교시 추리영역》
- 2009년 《10억》
- 2009년 《펜트하우스 코끼리》
- 2009년 《집행자》
- 2009년 《시크릿》
- 2010년 《방자전》
- 2010년 《이층의 악당》사운드 슈퍼바이저
- 2010년 《그대를 사랑합니다》
- 2010년 《시》
- 2010년 《김복남 살인사건의 전말》믹싱
- 2010년 《여의도》사운드 슈퍼바이저
- 2010년 《파수꾼》
- 2010년 《심장이 뛴다》
- 2010년 《무법자》
- 2010년 《육혈포 강도단》
- 2011년 《챔프》
- 2011년 《커플즈》